# Hyophila combae
Hyophila combae är en bladmossart som beskrevs av Brotherus 1904. Hyophila combae ingår i släktet Hyophila och familjen Pottiaceae. Inga underarter finns listade i Catalogue of Life.